# LG 옵티머스 F5
LG 옵티머스 F5(LG Optimus F5)는 LG전자가 모바일 월드 콩그레스 2013에서 최초로 공개하여, 2013년에 출시한 보급형 안드로이드 스마트폰이다.
LG 옵티머스 시리즈의 G/뷰/L/F 라인 중 F라인으로 보급형 LTE 모델이며, 그중 하위급 모델이다.

## 연혁
- 2013년 2월 25일 : 모바일 월드 콩그레스 2013에서 공개[1]

## 디자인

### 후면
후면은 크리스탈 리플렉션(Crystal Reflection) 공법으로 가공하여 빛이 들어오는 각도에 따라 색상이 다르게 보인다.

## 색상
- 블랙
- 화이트

## 경쟁 기종
- ZTE ME
- 삼성 갤럭시 S4 미니
- 삼성 갤럭시 R 스타일

## 같이 보기
- LG 옵티머스 F7
- LG 옵티머스 L3 II
- LG 옵티머스 L5 II
- LG 옵티머스 L7 II